# Chef-Haut
Chef-Haut település Franciaországban, Vosges megyében. Lakosainak száma 48 fő (2022. január 1.). Chef-Haut Oëlleville, Repel, Aboncourt, Courcelles és Blémerey községekkel határos.

## Népesség
A település népességének változása:
| Lakosok száma | 44   | 45   | 48   | 46   | 46   | 46   | 47   | 46   | 48   |
|               | 2013 | 2015 | 2016 | 2017 | 2018 | 2019 | 2020 | 2021 | 2022 |